# Contea di Longyao
La contea di Longyao (隆尧县S, Lóngyáo XiànP) è una contea della Cina, situata nella provincia di Hebei e amministrata dalla prefettura di Xingtai.